# Gonomyia (Gonomyia) marini
Gonomyia (Gonomyia) marini is een tweevleugelige uit de familie steltmuggen (Limoniidae). De soort komt voor in het Palearctisch gebied.